# Sieć (zarządzanie)
Sieć (ang. a chain) – sieć podmiotów (zarówno komercyjnych, jak i non-profit), w której występują albo powiązania właścicielskie (podmioty należą do tego samego właściciela i działają pod tą samą marką), albo powiązania organizacyjne (podmioty działająca pod wspólną marką, ale posiadają odrębność właścicielską, np. sieć sklepów franczyzowych).
Ze względu na charakter przedmiotowy wyróżnia się m.in.:
- sieci handlowe (np. Géant)
- sieci hotelowe (np. Holiday Inn)
- sieci punktów gastronomicznych, w tym sieci restauracji
- sieci oceanariów (np. SeaWorld)
- sieci parków rozrywki (np. Disneyland).

Ze względu na charakter powiązań wyróżnia się m.in.:
- sieci franczyzowe (np. McDonalds).